# كلوديا جاديوشكينا
كلوديا ميخائيلوفنا غاديوتشكينا ( ولد في 5 ديسمبر 1910) هي معمرة روسية. تُعد كلوديا ميخائيلوفنا غاديوتشكينا واحدة من أبرز المعمرين في روسيا، حيث وُلدت في 5 ديسمبر 1910، وعاصرت العديد من الأحداث التاريخية الكبرى التي مرت بها البلاد خلال القرن العشرين وبداية القرن الحادي والعشرين. منذ 12 نوفمبر 2022، أصبحت أكبر شخص على قيد الحياة في روسيا، وفي 13 أبريل 2024، تم الاعتراف بها كأكبر روسية على الإطلاق.

## سيرتها
وُلدت غاديوتشكينا في محافظة ياروسلافل، التي كانت آنذاك جزءًا من الإمبراطورية الروسية. نشأت في أسرة متواضعة لوالديها ميخائيل كروتوف وييفلامبيا كروتوفا، وشهدت طفولتها تغيرات كبيرة في روسيا، من الثورة البلشفية إلى تأسيس الاتحاد السوفيتي.
في سن الخامسة عشرة، بدأت غاديوتشكينا العمل في مصنع الغزل "الممر الأحمر"، حيث استمرت في العمل طوال حياتها المهنية، مما عكس تفانيها وأخلاقيات العمل التي تحلت بها طوال عمرها.

### الحياة الشخصية
تزوجت كلوديا من سيرجي بتروفيتش، الذي توفي لاحقًا في حادث عمل، مما دفعها إلى تربية أطفالها بمفردها. وعلى الرغم من الصعوبات التي واجهتها كامرأة عاملة وأم مسؤولة عن أسرتها، استطاعت التكيف مع التحديات والاستمرار في حياتها بشجاعة وعزيمة.
باعتبارها أكبر معمرة في روسيا، أصبحت غاديوتشكينا رمزًا للصلابة والقوة، حيث شهدت حقبًا تاريخية متعددة، من الإمبراطورية الروسية إلى الاتحاد السوفيتي، ثم إلى روسيا الحديثة.